# 大谷太郎
大谷 太郎（おおたに たろう、1967年 - ）は、日本のテレビドラマ演出家、映画監督。日テレアックスオン制作センター制作1部所属。日本テレビ放送網コンテンツ制作局専門部次長。

## 経歴
早稲田大学卒業。
1990年に日本テレビ放送網入社。情報番組に配属後、ドラマ制作部門へ。以後、数多くのテレビドラマを演出している。
2010年公開の映画『ゴースト もういちど抱きしめたい』で映画監督としてもデビュー。
代表作に『伝説の教師』、『ごくせん』シリーズ、『バンビ〜ノ!』、『銭ゲバ』、映画『ゴースト　もういちど抱きしめたい』など。
2015年4月1日付で現職。

## 作品

### 連続ドラマ
- サイコメトラーEIJI（1997年）
- FiVE（1997年）
- LOVE&PEACE（1998年）
- 世紀末の詩（1998年）
- 蘇える金狼（1999年）
- 隣人は秘かに笑う（1999年）
- 伝説の教師（2000年）
- 億万長者と結婚する方法（2000年）
- 愛犬ロシナンテの災難（2001年）
- ビューティ7（2001年）
- 歓迎!ダンジキ御一行様（2001年）
- ごくせんシリーズ（2002年、2005年、2008年）　※第44回ザテレビジョンドラマアカデミー賞「最優秀作品賞」受賞
- 探偵家族（2002年）
- よい子の味方（2003年）
- 共犯者（2003年）
- 仔犬のワルツ（2004年）
- ナースマンがゆく（2004年）
- あいのうた（2005年）
- CAとお呼びっ!（2006年）
- バンビ～ノ!（2007年）：第53回ザテレビジョンドラマアカデミー賞「監督賞」受賞
- 受験の神様（2007年）
- 有閑倶楽部（2007年）：日刊スポーツ「年間作品賞」受賞
- ヤスコとケンジ（2008年）
- OLにっぽん（2008年）
- 銭ゲバ（2009年）：「ギャラクシー賞」受賞・第60回ザテレビジョンドラマアカデミー賞「監督賞」受賞
- 華麗なるスパイ（2009年）
- 美咲ナンバーワン!!（2011年）
- ドン★キホーテ（2011年）
- ゴーストママ捜査線（2012年）
- ヒガンバナ〜警視庁捜査七課〜（2016年）
- 銭形警部（2017年:日テレ×WOWOW×hulu共同製作ドラマ）：東京ドラマアウォード2017「単発部門・優秀賞」受賞
- ブランケット・キャッツ（2017年：NHK）
- ブラックリベンジ（2017年：読売テレビ）
- ドロ刑 -警視庁捜査三課-（2018年）
- ボイス 110緊急指令室（2019年）
- 未満警察 ミッドナイトランナー（2020年）
- 35歳の少女（2020年）
- ボイスII 110緊急指令室（2021年）
- 逃亡医F（2022年）
- 大病院占拠（2023年）
- 新空港占拠（2024年）
- GO HOME〜警視庁身元不明人相談室〜（2024年）
- 潜入兄妹 特殊詐欺特命捜査官（2024年）

### スペシャルドラマ
- パフィーのドラマ　ワイルドで行こう（1997年）
- スウィート・ルームス（1998年）
- 入道雲は白 夏の空は青（1998年）：「ギャラクシー賞」受賞・ATPドラマ部門「最優秀賞」受賞
- バカヤロー!2000 ニッポン人の怒りが爆発する!!（2000年）
- SPEED STAR（2001年）
- みのもんたの人生相談デカ 〜おもいッきりテレビ殺人事件〜（2002年）
- ナースマン・スペシャル あの熱血看護士が帰ってきた！（2004年）
- プロポーズ 世界で一番しあわせな言葉（2005年）
- ロミオとジュリエット 〜すれちがい〜（2007年）：「ギャラクシー賞」受賞
- あの日、僕らの命はトイレットペーパーよりも軽かった（2008年）：「ギャラクシー賞」受賞
- 殺人偏差値70（2014年）
- ヒガンバナ〜女たちの犯罪ファイル（2014年）
- 銭形警部（2017年:日テレ×WOWOW×hulu共同製作ドラマ）：東京ドラマアウォード「単発部門・優秀賞」受賞

### 深夜ドラマ
- 正義のサラリーマン（1995年）
- 東京天使（1996年）
- LOVE BLOOD（1997年）
- …とするとさしずめこれはサンタの贈り物（1997年）
- 亀中教師ご一行様（1998年）
- 出歯カメ（1999年）
- 東京ラブ（2000年）
- 内田春菊の連続女優殺人事件（2002年）
- 東京ワンダーツアーズ（2005年）
- 笑う女優（2010年）
- ピン女のメリークリスマス（2012年）
- 恋するイヴ（2013年）
- オンナ♀ルール 幸せになるための50の掟（2014年）
- お兄ちゃん、ガチャ（2015年）
- マジすか学園5（2015年）
- ザンビ（2019年）

### 映画
- ゴースト もういちど抱きしめたい（2010年）

### MV
- NICO Touches the Walls「バケモノ」（2014年）
- AKB48「ヤンキーマシンガン」（2015年）